# Bisbat de Cheongju
El bisbat de Cheongju (coreà: 청주교구); llatí: Dioecesis Cheongiuensis) és una seu de l'Església catòlica a Corea del Sud, sufragània de l'arquebisbat de Daegu.
Al 2019 tenia 170.477 batejats d'un total de 1.432.393 habitants. Actualment està regida pel bisbe Simon Kim Jong-Gang.

## Territori
La diòcesi comprèn la província de Chungcheongbuk-do a Corea del Sud, a excepció de la ciutat de Jecheon i del comptat de Danyand (que pertany a la diòcesi de Wonju.
La seu episcopal és la ciutat de Cheongju, on es troba la catedral de la Sagrada Família
El territori s'estén sobre 5.742 km² i està dividit en 78 parròquies

## Història
El vicariat apostòlic de Cheongju va ser erigit el 23 de juny de 1958 en virtut de la butlla Sacro suadente del papa Pius XII, prenent el territori del vicariat apostòlic de Seül (avui arquebisbat).
El 10 de març de 1962 el vicariat apostòlic va ser elevat a diòcesi, en el context de la institució de la jerarquia eclesiàstica coreana, amb la butlla Fertile Evangelii semen del papa Joan XXIII.

## Cronologia episcopal
- James Vincent Pardy, M.M. † (4 de juliol de 1958 - 17 de juny de 1969 renuncià[1])
- Nicholas Cheong Jin-suk † (25 de juny de 1970 - 3 d'abril de 1998 nomenat arquebisbe de Seül)
- Gabriel Chang Bong-hun (3 de juny de 1999 - 19 de març de 2022 jubilat)
- Simon Kim Jong-Gang, des del 19 de març de 2022

## Estadístiques
A finals del 2019, la diòcesi tenia 170.477 batejats sobre una població de 1.432.393 persones, equivalent a l'11,9% del total.
| any  | població | població  | població | sacerdots | sacerdots       | sacerdots       | sacerdots             | diàques | religiosos | religiosos | parroquies |
| ---- | -------- | --------- | -------- | --------- | --------------- | --------------- | --------------------- | ------- | ---------- | ---------- | ---------- |
| any  | batejats | total     | %        | total     | clergat secular | clergat regular | batejats por sacerdot | diàques | homes      | dones      |            |
| 1970 | ?        | 1.223.476 | ?        | 54        | 31              | 23              | 0                     |         | 25         | 57         | 22         |
| 1980 | 41.589   | 1.207.914 | 3,4      | 30        | 22              | 8               | 1.386                 |         | 9          | 79         | 24         |
| 1990 | 76.396   | 1.254.101 | 6,1      | 41        | 39              | 2               | 1.863                 |         | 10         | 143        | 32         |
| 1999 | 113.284  | 1.294.222 | 8,8      | 90        | 86              | 4               | 1.258                 |         | 69         | 374        | 53         |
| 2000 | 118.099  | 1.338.775 | 8,8      | 89        | 85              | 4               | 1.326                 |         | 77         | 386        | 53         |
| 2001 | 120.696  | 1.309.565 | 9,2      | 90        | 81              | 9               | 1.341                 |         | 89         | 406        | 53         |
| 2002 | 124.959  | 1.312.831 | 9,5      | 94        | 85              | 9               | 1.329                 |         | 99         | 449        | 55         |
| 2003 | 127.995  | 1.312.162 | 9,8      | 108       | 97              | 11              | 1.185                 |         | 98         | 390        | 57         |
| 2006 | 134.181  | 1.328.398 | 10,1     | 123       | 115             | 8               | 1.090                 |         | 82         | 399        | 61         |
| 2013 | 155.446  | 1.396.854 | 11,1     | 154       | 142             | 12              | 1.009                 | 2       | 91         | 515        | 76         |
| 2016 | 163.680  | 1.417.053 | 11,6     | 161       | 146             | 15              | 1.016                 |         | 96         | 503        | 76         |
| 2019 | 170.477  | 1.432.393 | 11,9     | 175       | 158             | 17              | 974                   |         | 116        | 519        | 78         |